# Pleistodontes froggatti
Pleistodontes froggatti (лат.) — вид наездников рода Pleistodontes из семейства Agaonidae. Обитают в Австралии и Новой Зеландии. Имеют облигатный мутуализм с видами растений рода фикус, которые они опыляют.

## Описание
Длина тела 1—3 мм (самки вдвое крупнее самцов: 3,0 — 3,4 мм и 1,5 мм, соответственно), основная окраска самки коричневато-чёрная, самцы желтовато-оранжевые. От близких видов отличается следующими признаками: мезо- и метасома дорсально с очень короткими редкими волосками, так что кажутся почти голыми; внутренняя часть передних конечностей голая, без волосков и корбикул; пыльцевые карманы присутствуют и хорошо заметны; пятый усиковый сегмент примерно в 4 раза длиннее ширины. Боковые стороны переднеспинки блестящие. Растение-хозяин Фикус крупнолистный (Ficus macrophylla). Голова самки удлинённая, длиннее ширины, с тремя оцеллиями на вершине. Антеннальный скапус удлиненный. Педицель короткий, без дорсальных шипов.